# Valea Altmühl

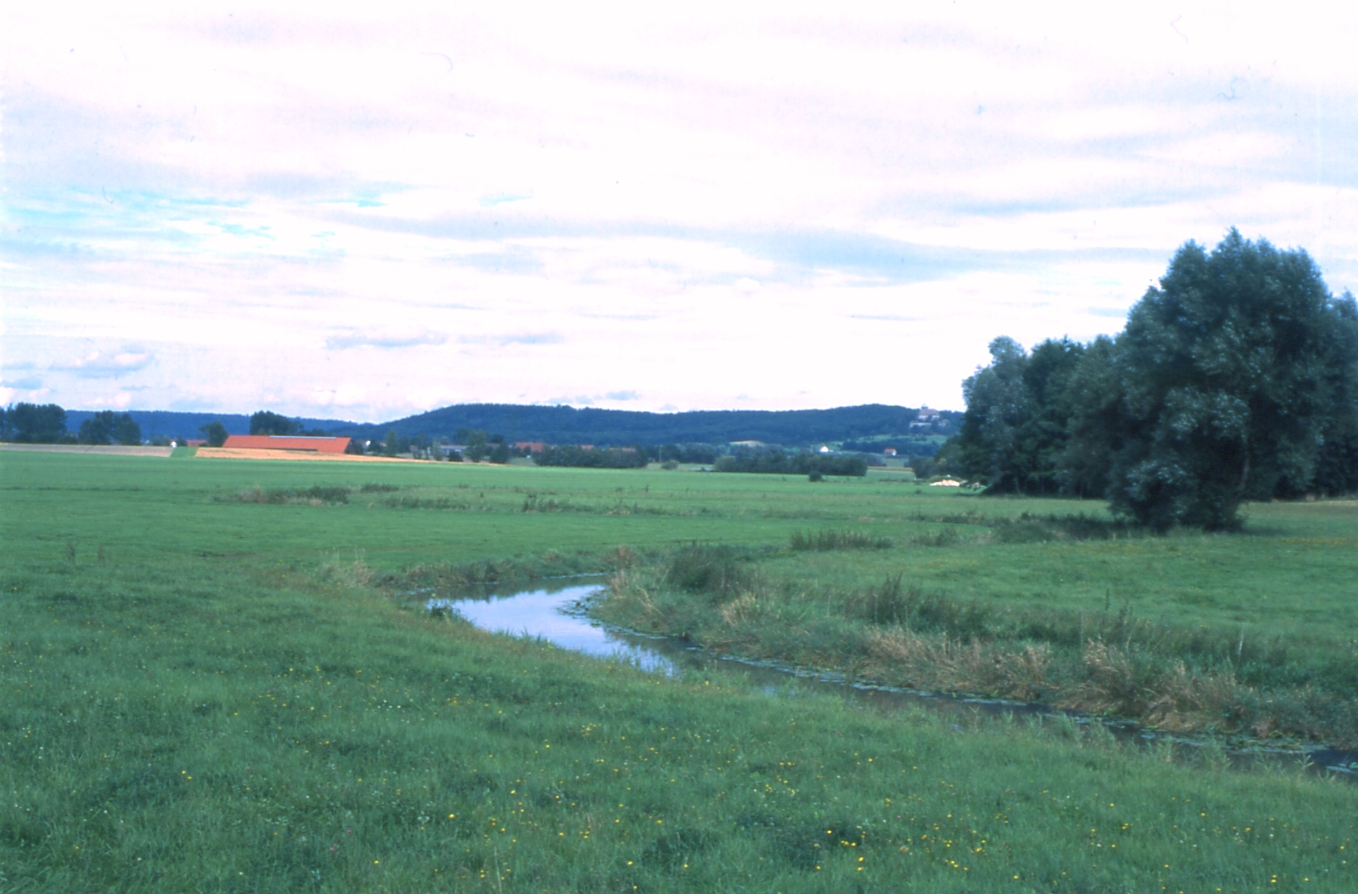
Valea Altmühl

Valea Altmühl începe de la izvorul râului Altmühl în regiunea „Frankenhöhe” ( 554 m) la nord-vest de orașul Leutershausen și se termină la Kelheim oraș situat lângă Regensburg, pe Dunăre. Treimea superioară a văii se află în Mittelfranken, Bavaria. O mică porține curge Altmühl prin districtul „Landkreis Eichstätt” din Oberbayern. Cursul inferior a lui Altmühl se găsște în Oberpfalz, iar locul de vărsare în Dunăre fiind în Niederbayern.

## Date geografice
Mai sus de Treuchtlingen valea este largă situată într-o zonă deluroasă împădurită, zonă care este destul de frecvent inundată, cauzând o regiune umedă în jurul localităților Herrieden și Bechhofen (Mittelfranken). Intre Ornbau și Gunzenhausen se află lacul Altmühlsee care pe lângă fauna și flora acvatică, constituie și un rezervor de apă pentru canalul Main-Donau, apa fiind dirijată printr-un tunel Schwäbische Rezat care leagă la Georgensgmünd, Fränkische Rezat cu râul Rednitz. Pe Valea Altmühl a încercat fără succes Carol cel Mare să construiască „Fossa Carolina” un canal pentru corăbii. Mai jos de Treuchtlingen, valea are pereții mai abrubți traversând masivul Fränkische Alb cu o serie de curbe întortocheate, râul se îndreaptă la început spre sud-est, apoi spre nord-est, ca pe urmă să i-a din nou direcția spre sud-est. In unele porțiuni apar pe vale formațiuni bizare stâncoase, la Solnhofen fiind o carieră de piatră unde se exploatează calcar. La Kinding valea se încrucișează cu autostrada - 9 și merge paralel cu linia de cale ferată Ingolstadt–Nürnberg care are o serie de tunele. De la Dietfurt an der Altmühl până la vărsare în Dunăre, valea a fost mult modificată prin construcția canalului controversat Main-Donau. O parte din Valea Altmühl se află pe teritoriul ce aparține de Parcul natural Altmühltal.

## Legături externe

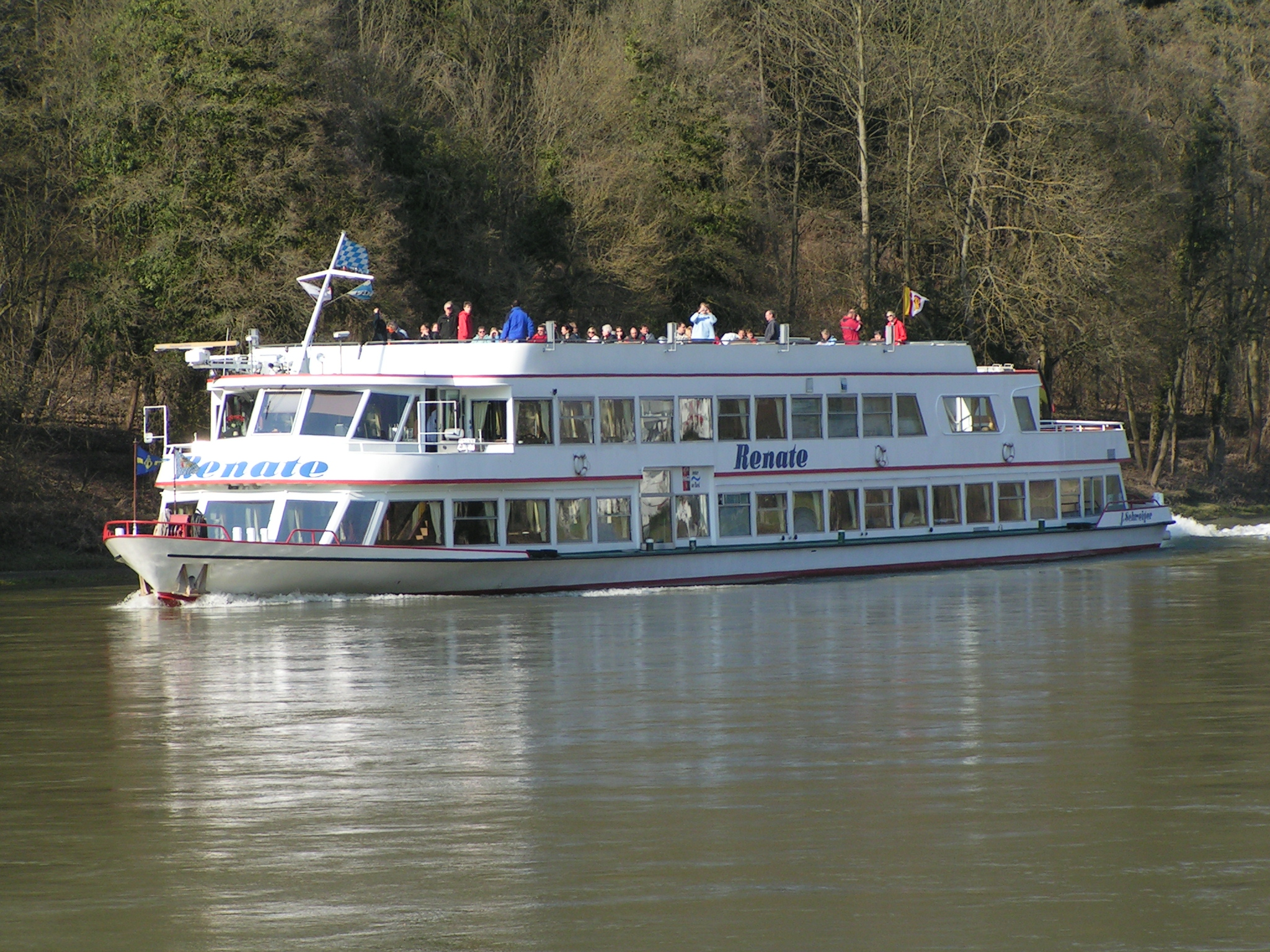
Croaziera Schweiger: MS Renate, Kelheim